# Max Baginski
Max Baginski (1864-1943) est un cordonnier, journaliste et philosophe libertaire d'abord allemand puis américain.

## Biographie

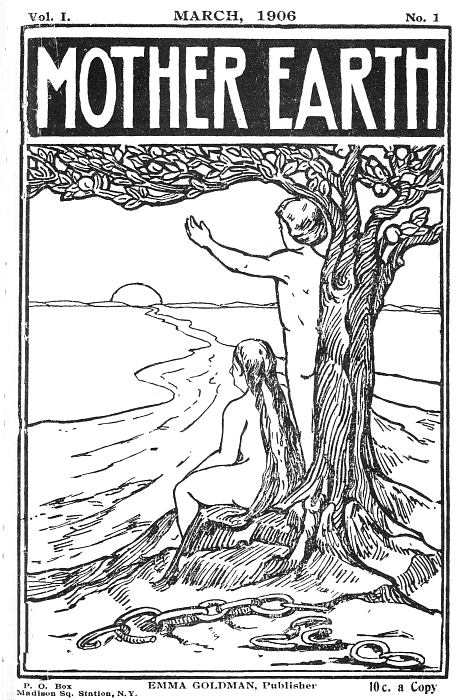
Mother Earth, 1906.

En 1905, il vit à New York en compagnie de Emma Goldman avec qui il va fonder, en 1906, la revue mensuelle Mother Earth.
En 1907, il est délégué au Congrès anarchiste international d'Amsterdam.